# Walter Rilla
Walter Rilla (22 de agosto de 1894 – 21 de novembro de 1980) foi um ator de cinema alemão, que atuou em mais de 130 filmes entre 1922 e 1977. Ele nasceu Walter Wilhelm Karl Ernst Rilla.

## Filmografia parcial
- 1922: Hanneles Himmelfahrt
- 1924: Die Finanzen des Großherzogs
- 1924: Der Mönch von Santarem
- 1924: Die Puppe vom Lunapark
- 1925: Die Prinzessin und der Geiger
- 1935: Lady Windermeres Fächer
- 1936: Liebeserwachen
- 1936: Ein Lied klagt an
- 1960: Song Without End
- 1962: O Mundo Maravilhoso dos Irmãos Grimm
- 1976: Die Tannerhütte
- 1976: Unordnung und frühes Leid